# Грудино-подъязычная мышца
Грудино-подъязычная мышца (лат. Musculus sternohyoideus) тонкая, плоская, начинается от задней поверхности ключицы, суставной капсулы грудино-ключичного сустава и рукоятки грудины. Направляясь вверх, она достигает тела подъязычной кости, где прикрепляется ниже челюстно-подъязычной мышцы.

## Функция
Тянет подъязычную кость книзу, глотание.